# Estación de Villacañas-Prado
Villacañas-Prado fue una estación de ferrocarril situada en el municipio español de Villacañas, en la provincia de Toledo.

## Historia
Constituía la cabecera de la línea Villacañas-Quintanar de la Orden, inaugurada originalmente en 1909 como un ferrocarril de vía estrecha. No obstante, a finales de la década de 1920 el trazado fue sometido a una profunda reforma y adaptado al ancho ibérico para permitir su conexión con la red general. Las instalaciones de Villacañas-Prado disponían de almacenes de mercancías, varias vías de apartadero, cocheras y una placa giratoria para las locomotoras de vapor. En 1941, con la nacionalización de los ferrocarriles de ancho ibérico, el complejo se integró en la red de la empresa estatal RENFE.
Las instalaciones se mantuvieron en servicio para mercancías al menos hasta comienzos de la década de 1990, siendo desmanteladas con posterioridad.